# Jardin Camifolia
Le jardin Camifolia est un jardin botanique situé à Chemillé-en-Anjou dans le département de Maine-et-Loire. C'est un site touristique mettant en avant les plantes médicinales, aromatiques et tinctoriales.

## Situation
Le jardin Camifolia, appelé aussi le jardin botanique des plantes médicinales et aromatiques, se situe au 1 rue de l'Arzillé, à Chemillé-en-Anjou dans le sud-ouest du Maine-et-Loire, entre Angers et Cholet. Il s'étend sur une partie de la vallée de l'Hyrôme, rivière qui le traverse.

## Historique
Au milieu du XIXe siècle, la France est touchée par la crise du phylloxera qui ravage les vignes de la région. Afin d'aider les viticulteurs locaux à subvenir à leurs besoins, un agriculteur développe la production de camomille romaine, importée de Belgique. La culture de cette plante médicinale va s'étendre autour de Chemillé,. En 1976, un groupe de producteurs crée le jardin des plantes médicinales et aromatiques de Chemillé, afin de développer la connaissance des plantes qu'on appelle aussi « plantes santé-beauté-bien-être ». L'association des jardins des plantes médicinales de Chemillé, créée en 1996, contribue à la création en 2008 du jardin Camifolia. 
À son ouverture, il compte trois jardins : le jardin botanique, l'allée des tinctoriales et la collection de camomilles.  
En 2010, il reçoit le label « Jardin botanique de France et des Pays francophones », en 2012 la marque Qualité Tourisme et en 2018 Jardin remarquable par le ministère de la Culture.  
En 2013, le parc comptabilise 1 700 visiteurs et 27 000 visiteurs en 2018 dont 7 000 scolaires.

## Description
Ce jardin botanique de 3,5 hectares situé au cœur de la vallée de l'Hyrôme, ouvre ses portes chaque année le 1er mai, avec son marché aux plantes. Il est organisé en six jardins thématiques autour de la camomille : le jardin des senteurs, le jardin des cultures locales, le jardin des plantes médicinales (avec plus de 300 espèces répertoriées), le jardin des saveurs, le jardin des fibres et couleurs (regroupant des espèces servant principalement à faire des cordages ou à colorer) et le jardin botanique.  

### Espèces de plantes
Camifolia possède plus de 600 espèces de plantes cultivées pour leurs propriétés thérapeutiques ou aromatiques telles que :
- camomille romaine (Chamaemelum nobile)[Notes 1] ;
- menthe poivrée (Mentha x piperita) ;
- rosier de Provins (Rosa Gallica) ;
- mélisse officinale (Mélissa officinalis) ;
- souci officinal (Calendula officinalis) ;
- valériane (Valeriana officinalis) ;
- arnica (Arinica chamissonis Less) ;
- bleuet (Cyanus segetum Hill) ;
- bardane (Arctium lappa)[3] ;
- chardon-Marie ( Silybum marianum Gaertn) ;
- reine des prés (Filipendula ulmaria)[3] ;
- pavot de Californie (Eschscholzia californica Cham).

### Animations et visites guidés
Le jardin propose de nombreuses animations familiales telles que des ateliers herboristeries, des ateliers sur la distillation des huiles essentielles, des journées plantes médicinales, des séances de cinéma de plein air, des soirées bien-être à la découverte de la sophrologie et des explorations végétales. Camifolia propose aussi des visites guidées ainsi qu'un parcours famille de dix étapes sensorielles, ludique et expérimental.

### Un but éducatif
Camifolia est conçu pour accueillir les scolaires, les visites de loisir et les instituts médico-éducatifs. Les animations pédagogiques se déroulent dans des aménagements paysagers adaptés. Ces ateliers ont pour but de développer, de partager et de transmettre des connaissances mais aussi de vivre des moments de créativité et de plaisir autour des cinq sens.

### Infrastructures
Le jardin possède un parking pour les visiteurs, une dizaine de tables pour pique-niquer, un salon gourmand et une boutique. Camifolia permet l'accès aux personnes à mobilité réduite grâce à des espaces, des chemins, un parking et des toilettes adaptés.